# 北海道文教大学附属高等学校
北海道文教大学附属高等学校（ほっかいどうぶんきょうだいがくふぞくこうとうがっこう）は、北海道恵庭市黄金中央5丁目に所在する私立高等学校。

## 沿革
- 1959年 - 藤の沢女子高等学校として設立認可。
- 1966年 - 北海道栄養短期大学附属高等学校に校名変更。食物科設置。
- 1988年 - 札幌明清高等学校に校名変更、男女共学化。
- 2000年 - 北海道文教大学明清高等学校に校名変更。
- 2021年 - 北海道文教大学附属高等学校に校名変更。新校舎移転。

## 基礎データ
- 所在地 - 北海道恵庭市黄金中央5丁目207-11
- 構造[2]
  - 校舎棟 - 鉄筋コンクリート造、4階建て 延べ床面積 7,935㎡
  - 体育館棟 - 鉄筋コンクリート造、一部鉄骨造の2階建て 延べ床面積 1,863㎡
- 施設[3]
  - 校舎アトリウム - 1階から4階まで吹き抜けになっている。
  - 多目的ホール
  - PC室
  - 総合調理実習室 - 集団調理や大規模調理の実習が可能
  - 調理実習室
  - 和室 - 茶道などができる。
  - キャットウォーク - 体育館2階にあり、ランニングや観戦が可能
  - トレーニング室
  - ラウンジ - 各階にフリースペースとして自由に使用できる。
  - サッカーグラウンド - 面積9,044㎡の全面人工芝[4]で夜間照明も完備
  - 部室棟 - サッカーグラウンドに隣接して、1階は道具や器具庫として使用、2階は野球部とサッカー部の部室がある。

建学の精神
- 清正進実[1]

学訓
- 清く正しく雄々しく進め[1]

アクセス
- 鉄道 - JR千歳線恵庭駅より徒歩約10分

校歌
校名変更と移転を機に校歌が変更された。
- 作詞 鈴木武夫
- 作曲 佐々木淑子[注釈 1]
- 編曲 今井由恵

## 教育課程
- 全日制課程
  - 普通科
    - ベーシック（1年次）[5]
    - アドヴァンスセレクト（2年次、3年次）[5]
      - メインプログラム
      - メディカルサイエンスプログラム

    - アクティブセレクト（2年次、3年次）[5]
      - グローバルプログラム
      - ヒューマンプログラム
      - アスリートプログラム

  - 食物科
    - クッキングクリエイタープログラム（1年次、2年次、3年次）[5]

## 学校行事
学校行事は以下の通り
- 4月 - 入学式
- 5月 - 遠足、春の料理展（食物科3年）、実力診断テスト
- 6月 - 開校記念日、前期中間試験、外部実習（食物科3年）
- 7月 - 学校祭、夏期講習、食物科C-netスクーリング、夏季休業
- 8月 -
- 9月 - 前期期末試験、前期終業式、秋季休業
- 10月 - 後期始業式、体育祭、芸術鑑賞会、集団調理実習（食物科2年）、修学旅行（2年）
- 11月 - 集団調理実習（食物科1年）
- 12月 - 後期中間試験、食物科C-netスクーリング、校内調理師試験（食物科3年）、冬季休業、冬期講習
- 1月 - 卒業料理展（食物科3年）
- 2月 -
- 3月 - 卒業式、後期期末試験、修了式、学年末休業

## 教育連携
2020年にプロバスケットチームのレバンガ北海道と教育連携協定が締結された。レバンガ北海道U18選手はスポーツ特待生として在籍する。

## 部活動
- 運動部
  - 硬式野球部
  - 男子サッカー部
  - 女子サッカー部 - 皇后杯全日本サッカー選手権大会 出場6回[9]、北海道女子サッカーリーグ兼皇后杯全日本サッカー選手権大会北海道大会 優勝6回、全日本高校女子サッカー選手権 連続出場29回[10]、全日本高校女子サッカー選手権北海道大会 優勝29回[11]、全国高等学校総合体育大会サッカー競技大会 出場、全国高等学校総合体育大会サッカー競技大会北海道大会 優勝1回・準優勝2回[12]。
  - 男子バスケットボール部
  - 女子バスケットボール部
  - DANCE部
  - ラグビー部 - 全国高等学校ラグビーフットボール大会（花園）出場1回。
- 文化部
  - 軽音楽部
  - 写真創作部
  - 園芸部
  - 茶道部
  - 吹奏楽部
  - 製菓料理研究部
- 外局
  - 放送局

## 著名な出身者
- 近藤祐輔（元サッカー選手）
- 田宮勇次（サッカー選手）
- 北本綾子（元サッカー選手、元日本女子代表）
- 中野真奈美（サッカー選手）
- 神成美紀（サッカー選手）
- 波佐谷灯子（元サッカー選手）
- 高瀬愛実（サッカー選手、元日本女子代表）
- 西川明花（サッカー選手）
- 山谷瑠香（サッカー選手）

## 系列校
- 北海道文教大学
- 北海道文教大学附属幼稚園